# Les Deux Étendards
Les Deux Étendards est un roman de Lucien Rebatet, publié en deux tomes chez Gallimard en février 1952 avec le millésime 1951. Ce roman, que certains critiques considèrent comme un chef-d'œuvre,, a connu une faible diffusion à cause de l'engagement collaborationniste et des positions violemment antisémites de son auteur. Ce livre est néanmoins régulièrement réédité dans la prestigieuse « Collection blanche ».
Le roman, en grande partie autobiographique, raconte la rivalité amoureuse entre deux amis — Régis Lanthelme, qui se destine à la prêtrise dans la compagnie de Jésus (inspiré de François Varillon), et Michel Croz, agnostique virulent (inspiré de l'auteur) — amoureux de la même jeune fille, Anne-Marie Villars (inspirée de Simone Chevallier). Simone Chevallier et François Varillon livreront leur propre éclairage sur cette aventure, respectivement dans La Ville aux deux fleuves (1945) et le Journal d'une passion (posthume, 1994).
Le livre est une peinture sans concession de la bourgeoisie lyonnaise des années 1920. Les trois grands thèmes majeurs du roman sont l'amour, la recherche de Dieu et la musique.

## Inspirations
Le titre du roman est inspiré des Exercices spirituels (1548) de saint Ignace de Loyola. Il s'agit d'un guide à l'usage de l'accompagnateur d'une retraite spirituelle de 30 jours. Chaque jour est proposée une méditation à l'usage du retraitant en vue de guider sa prière. Au quatrième jour de la deuxième semaine est proposée une méditation sur « les deux étendards » : l’un, celui du Christ, « souverain capitaine », et l’autre, celui de Lucifer, « mortel ennemi de la nature humaine ».

## Résumé
Régis, qui se destine au sacerdoce dans la Compagnie de Jésus, est très amoureux d’Anne-Marie, avec laquelle Michel, son ami de collège, développe progressivement une amitié et une certaine complicité. Néanmoins, par fidélité pour Régis, ses sentiments affectifs forts pour Anne-Marie restent secrets. Initialement, le plan de Régis et d’Anne-Marie est le suivant : il poursuit des études universitaires pendant qu’elle termine sa scolarité et obtient son baccalauréat. Ensuite, dans un grand élan mystique, Régis rentre au théologat jésuite de Fourvière tandis qu’Anne-Marie rentre au couvent. La congrégation qui doit accueillir la vocation d’Anne-Marie est l’objet de débats entre les deux jeunes gens.

## Analyse
Ce qui séduit l’auteur, c’est le choix cornélien entre une vie de couple et le choix héroïque d’une vie consacrée, exigée par Dieu et implicitement considérée, et dans tous les cas, comme répondant le mieux à sa volonté.
Lieux de l'action : la ville de Lyon des années 1920-1930, bien différente de la ville du début du XXIe siècle ;
la colline de Brouilly où a lieu l'élan mystique entre Régis et Anne-Marie ; Paris, où habite Michel Croz avant de connaître Anne-Marie.
Description sociologique : Il y a une description de la bourgeoisie lyonnaise qui s'est enrichie dans le négoce de la soie, les célèbres soyeux lyonnais. Il y a aussi l'évocation d'une ville noircie par la combustion du mauvais charbon de Saint-Étienne. Certaines descriptions évoquent la dureté de cette société bourgeoise pour la classe ouvrière, les canuts.
Dimension théologique : Le roman comporte de très longues considérations théologiques et morales. Il y a une survalorisation de l'héroïsme de la foi qui donne la priorité de l'amour pour Dieu sur l'amour humain entre un homme et une femme. Anne-Marie fait une expérience homosexuelle qui laisse une impression ambiguë, faite de fascination et d'horreur.